# Okobo

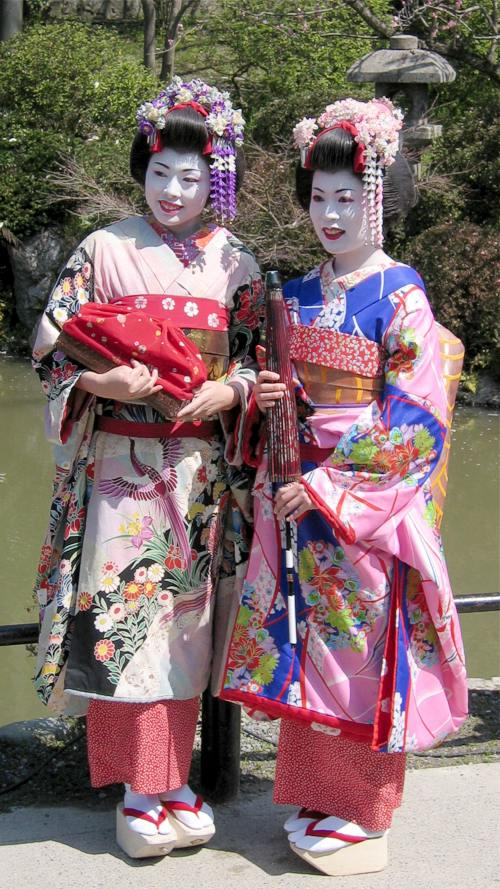
Maiko en Kyoto usando Okobo

Okobo (おこぼ) , también conocido como pokkuri, bokkuri o koppori geta (todos términos onomatopéyicos tomados del sonido que hacen los okobo al caminar), son sandalias de madera tradicionales japonesas que usan las niñas para Shichi-Go-San, las mujeres jóvenes durante el Día de la Mayoría de Edad y las aprendices de geishas en algunas regiones de Japón.
Típicamente están formados a partir de un bloque sólido de madera de paulownia (muy liviana), los okobo varían de 10 centímetros (3.9 pulgadas ) a 15 centímetros (5.9 pulgadas ) de alto, están tanto decorados, como lacados en negro o lisos a la izquierda, y generalmente presentan pequeñas campanas atadas a la parte inferior de la pendiente del zapato (o, para las niñas, en el hueco debajo del bloque central del zapato).
Los okobo que usan las aprendices de geisha son generalmente más altos que la mayoría, miden entre 13 centímetros (5,1 pulgadas ) y 15 centímetros (5,9 pulgadas) de alto, y no tienen acabado o, en los meses de verano, tienen un acabado lacado negro liso. El okobo que usan las niñas y las mujeres generalmente es más corto y, a menudo, presenta diseños lacados multicolores en los lados del zapato. En cambio, el Okobo usado para las celebraciones de Shichi-Go-San puede presentar una tela de brocado que decora el exterior del zapato, con una base de bambú tejida (conocida como tatami omote) en la parte superior.
Los okobo se mantienen en el pie con una correa conocida como hanao; el cual se ata al zapato mediante el uso de nudos que se pasan a través de pequeños orificios en el zapato. El nudo delantero puede sostener una pequeña campana en su lugar, y el agujero generalmente se cubre con una pequeña cubierta de metal conocida como maegane. Los dos extremos posteriores del hanao se pasan a través de pequeños orificios en el zapato y se atan en un gran hueco en la parte inferior del bloque central del zapato.
Las correas hanao pueden estar hechas de cualquier material para mujeres jóvenes y niñas, aunque generalmente están hechas de tela de brocado, terciopelo o seda decorada de otra manera o seda de poliéster. Para las aprendices de geisha, los hanao siempre se usan lisos, y el color que se usa indica la etapa del entrenamiento de un aprendiz: los nuevos aprendices usan correas rojas, mientras que los aprendices mayores usan correas amarillas al final de su aprendizaje. 

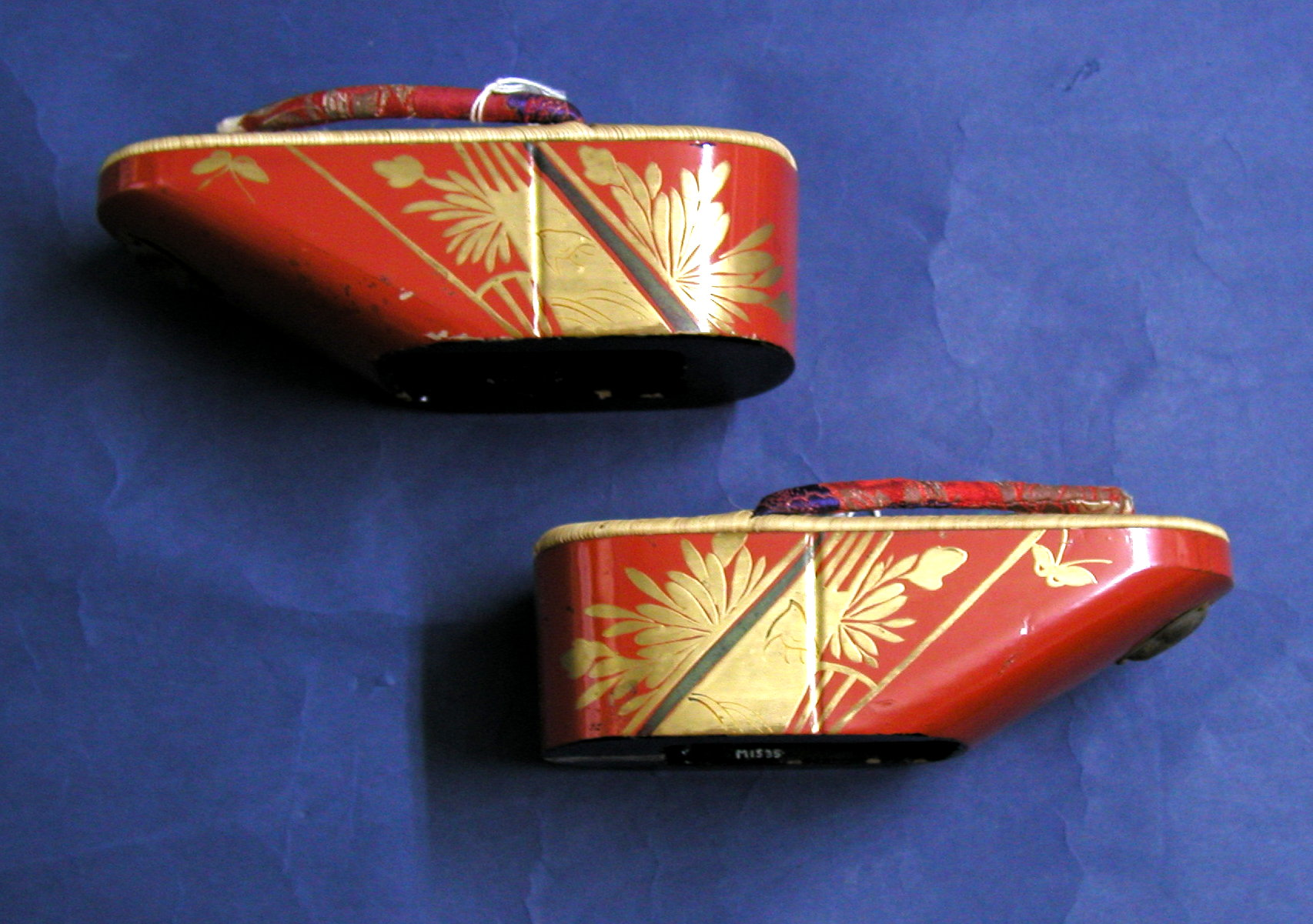
Vista lateral de un par. Hanao brocado rojo-dorado-verde, con madera lacada en rojo con decoración en dorado y verde
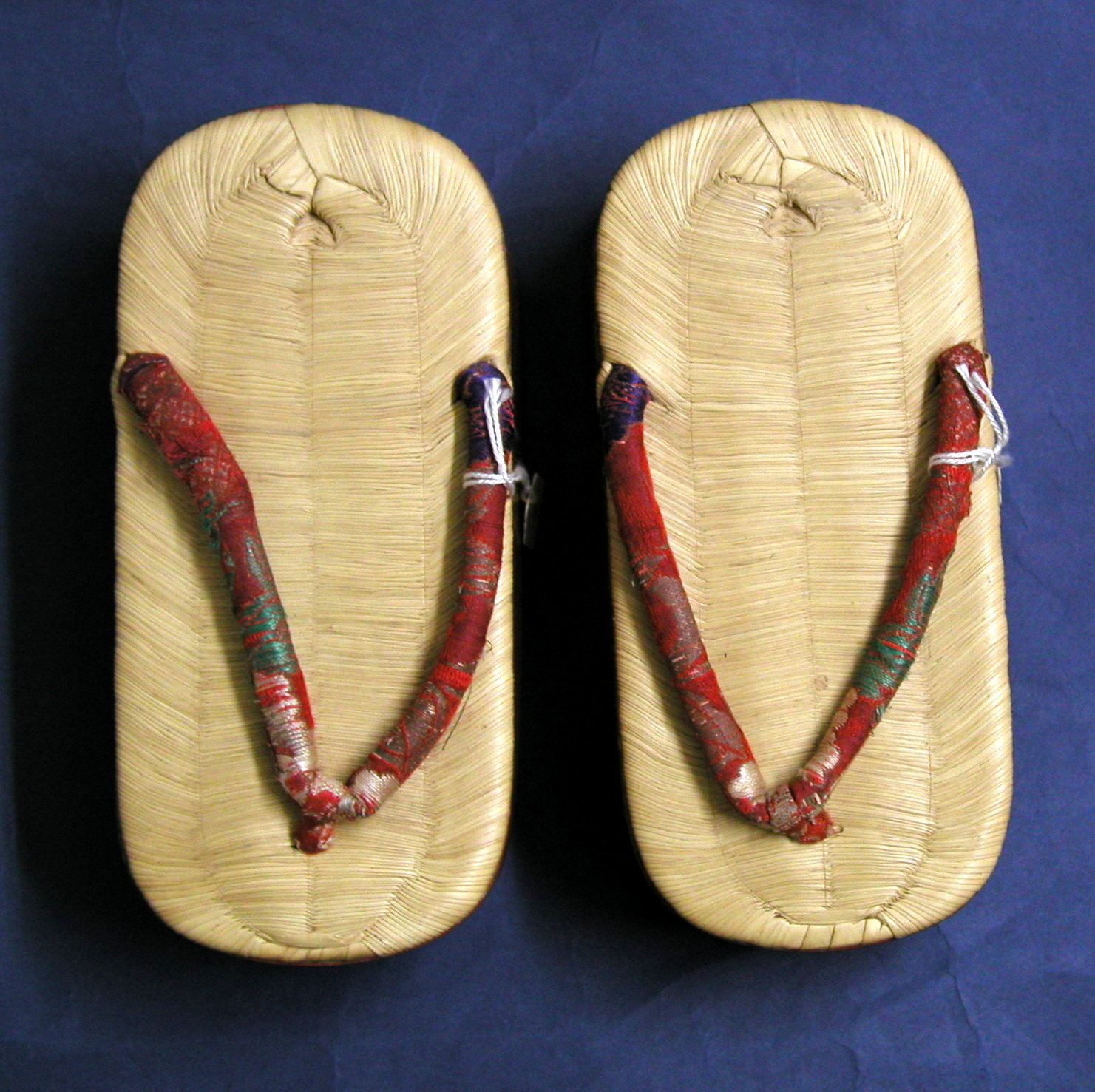
El mismo par desde arriba, mostrando takagawa omote (suela superior de piel de bambú tejida de 4 urdimbres)
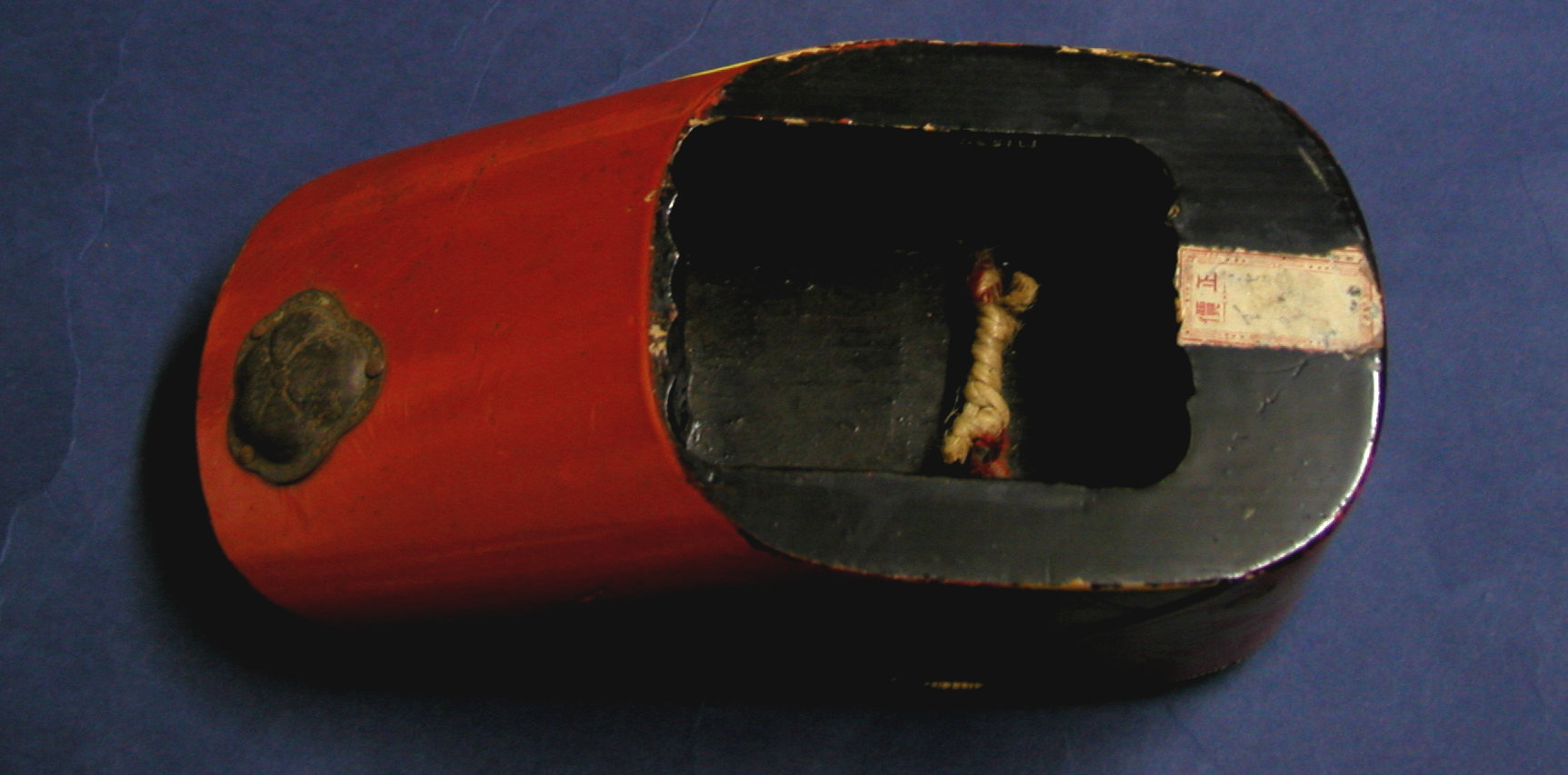
El mismo par desde abajo, mostrando maegane más claramente que la vista lateral.
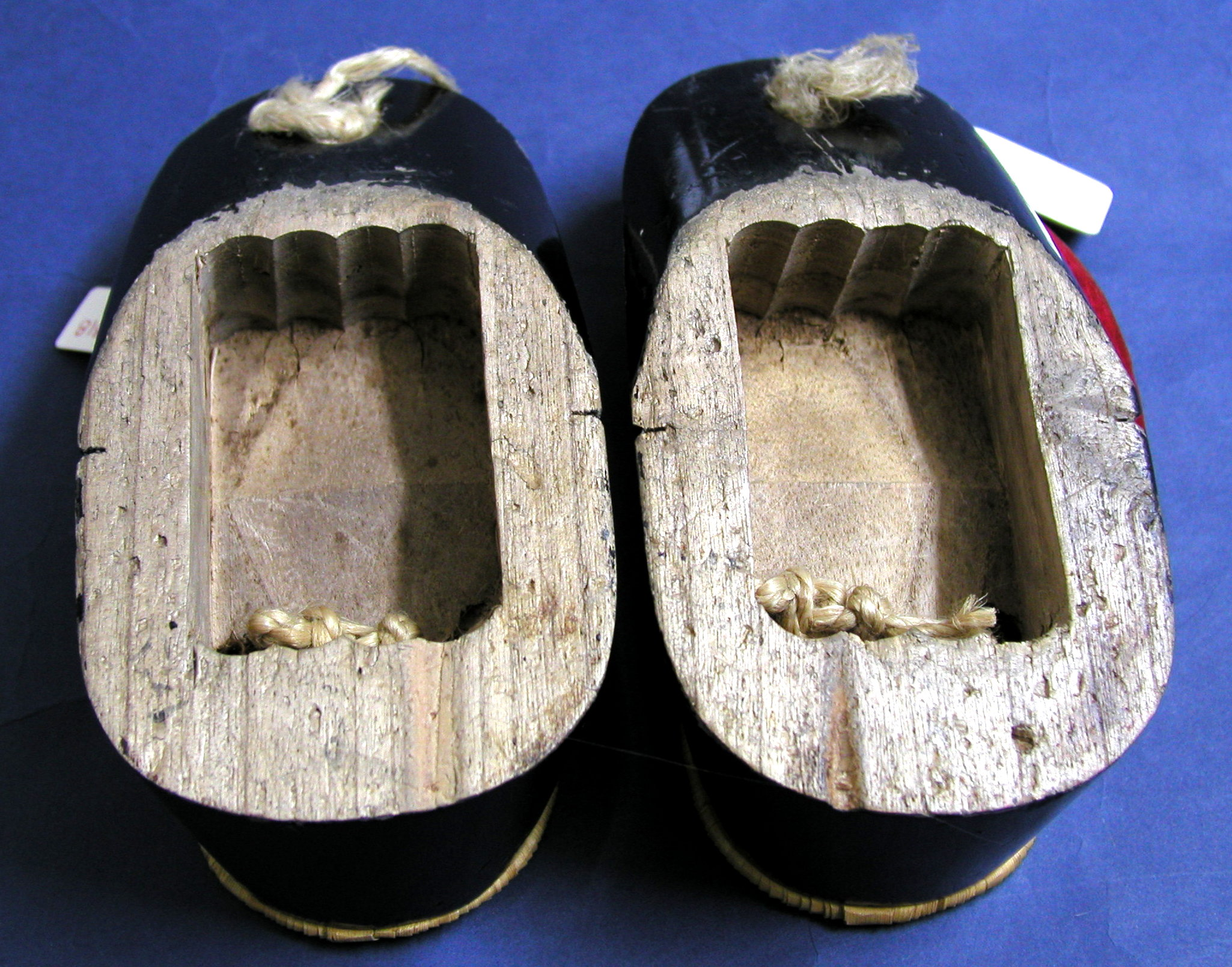
Un par diferetente desde abajo. Lados de laca negra, felpa roja hanao, no maegane.

- Datos: Q1207457
- Multimedia: Okobo / Q1207457